# 학사문

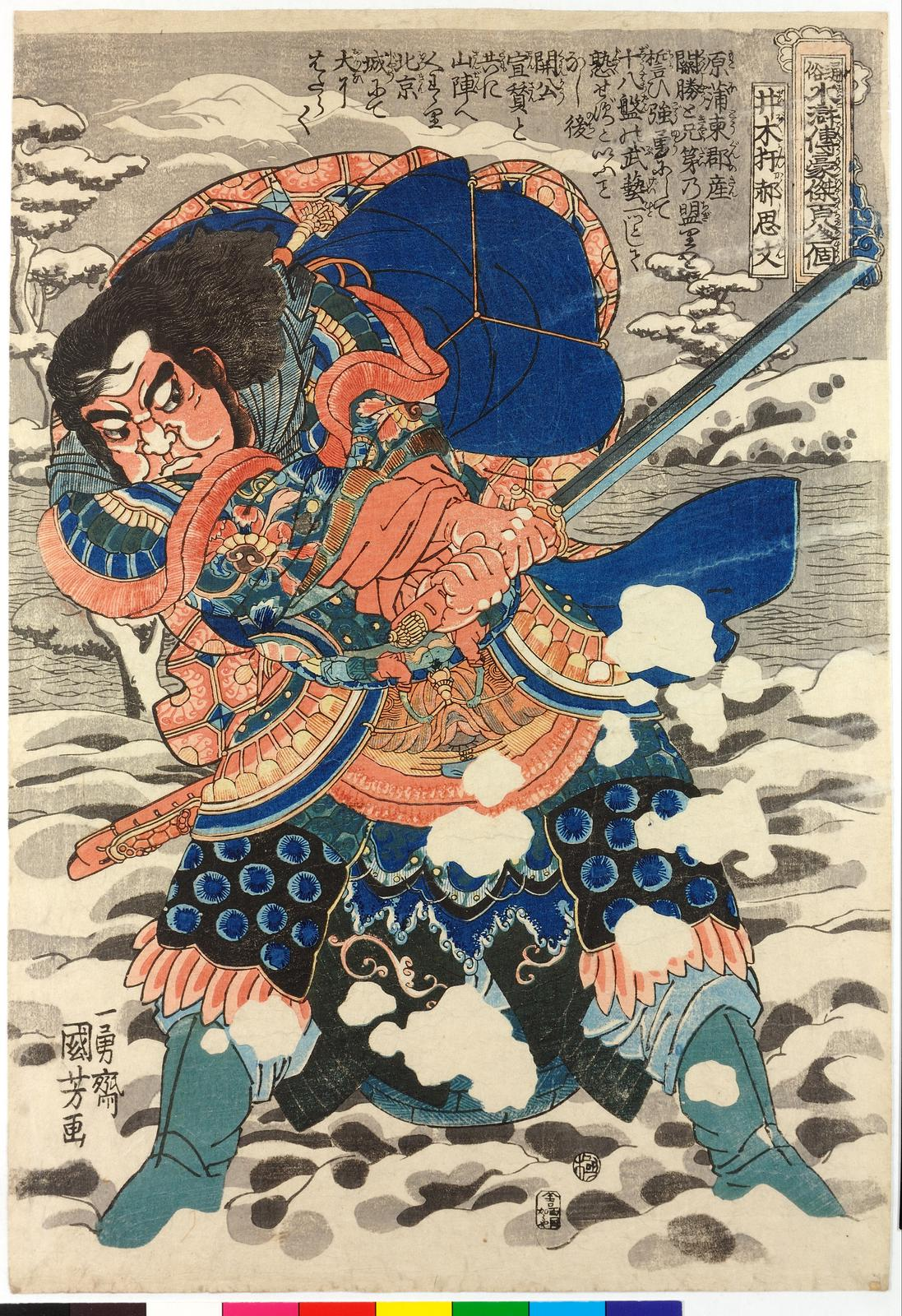

학사문(郝思文)은 중국의 사대기서(四大奇書) 중 하나인 《수호전》(水滸傳)에 등장하는 인물로, 108성 중 41위이자 지살성(地煞星)의 지웅성(地雄星)에 해당한다. 별호는 정목안(井木犴). 별호는 학사문의 어머니가 학사문이 태내에 머물 때 정목안(별자리 이름)을 삼키는 태몽을 꾼 데서 유래.
능주 포동현의 관리로, 관승의 부하이자 의형제 사이였다. 무예 18반에 정통한 달인이기도 했고 솜씨도 뛰어났다.

## 생애
관승이 양산박에 공격당한 북경대명부의 구원군 대장으로 발탁되자 부장으로 선찬과 함께 이를 따라 출진한다. 양산박의 임충 등과 싸우지만 호삼랑에게 생포되고 그 후 관승, 선찬과 함께 양산박에 들어간다.
양산박 입산 후에도 관승의 부장으로 선찬과 함께 행동하여 종종 공을 세웠다. 방랍토벌전에서는 윤주에서 서통을 활로 쏘아 죽이고, 소주에서는 일대일 대결 대표 8명의 장수로 뽑히기도 했는데 항주 공격 때 서녕과 정찰 중 성문이 열려 있는 것을 수상히 여겨 접근하는데 안에서 적의 급습을 당해 생포된다. 이후 처형되고 목은 본보기로 성문 위에 매달렸다.